# تزين شخصي

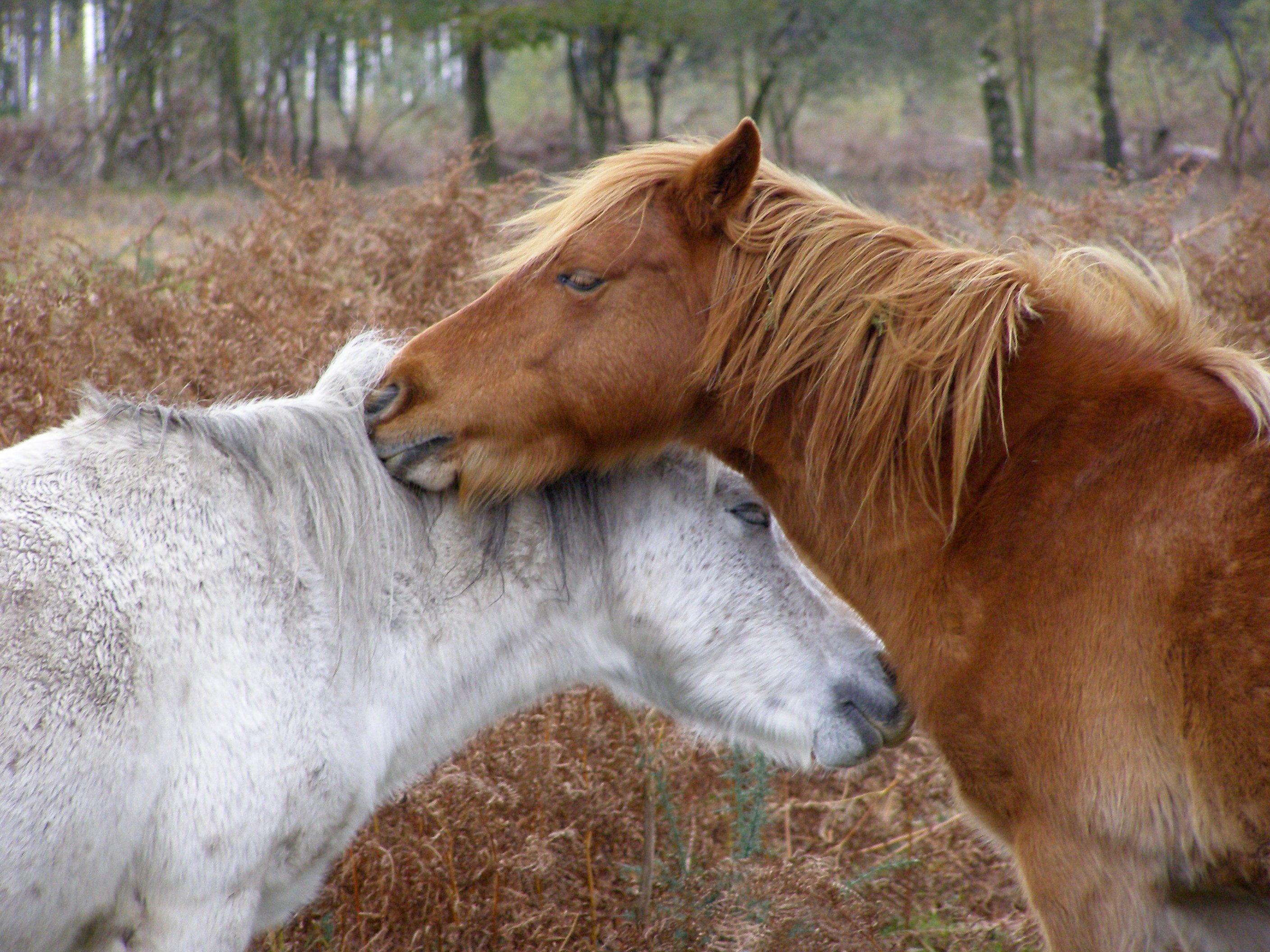

التزين الشخصي التبرج الشخصي أو التهيأ الشخصي (بالإنجليزية: Personal grooming)‏ (ويسمى أيضا التنظيف (بالإنجليزية: preening)‏) هو فن التنظيف، والاستمالة، والحفاظ على وصيانة أجزاء الجسم. ويُعتبر سلوك نموذجي للأنواع.